# ليبيا في الألعاب الأولمبية الصيفية 2016
نافست ليبيا في دورة الألعاب الأولمبية الصيفية 2016 في ريو دي جانيرو، البرازيل، من 05-21 أغسطس 2016.
وكان هذا الظهور الحادي عشر للبلاد في دورة الألعاب الاولمبية منذ ظهورها في دورة الألعاب الأولمبية الصيفية 1964 في طوكيو، تتضمن سبع مرات تحت اسم الجماهيرية العربية الليبية.

## ألعاب القوى في الميدان والمضمار
""الجودو""
سيشارك في هذه الفئة 
لاعب الجودو سعد المبروك درباله ونال عدة جوائز في القارة الأفريقية السمراء ومنها الميدالية البرونزيه في بطولة ققم التي اقيمت في غانا والفضيه في بطولة بن يوسف التي اقيمت في مالي ويطمح هذا اللاعب للحصول على الذهبيه في ريو 2016

## التجديف
السباحة""
شاركت في هذه الفئة السباحة الليبية دانية حجول الملقبة بالسمكة الذهبية وتبلغ من العمر 15عاما وهذه المشاركة الأولى لها في الاولمبياد وتعتبر أول فتاة ليبية تشارك بالمايوه بعد سقوط نظام معمر القذافي